# Експоненційний розподіл
Показниковий (або експоненційний) розподіл — абсолютно неперервний розподіл, що моделює час між двома послідовними завершеннями однієї і тієї ж події.

## Визначення
Випадкова величина {\displaystyle X} має експоненційний розподіл з параметром {\displaystyle \lambda >0}, якщо її густина має вигляд
{\displaystyle f_{X}(x)=\left\{{\begin{matrix}\lambda \,e^{-\lambda x}&,\;x\geq 0,\\0&,\;x<0.\end{matrix}}\right.}.
Часто можна бачити експоненційний розподіл зі зсувом (параметр зсуву {\displaystyle x_{0}})
{\displaystyle f_{X}(x)=\left\{{\begin{matrix}\lambda \,e^{-\lambda (x-x_{0})}&,\;x\geq x_{0},\\0&,\;x<x_{0}.\end{matrix}}\right.}.
Інколи сімейство експоненційних розподілів параметризують зворотнім параметром {\displaystyle 1/\lambda }:
{\displaystyle f_{X}(x)=\left\{{\begin{matrix}{1 \over \lambda }\,e^{-{(x-x_{0}) \over \lambda }}&,\;x\geq x_{0},\\0&,\;x<x_{0}.\end{matrix}}\right.}.
Обидва способи однаково природні, і необхідна лише домовленість, який з них використовується.
Приклад. Хай є магазин, в який час від часу заходять покупці. При визначених допущеннях, час між появами двох послідовних покупців буде випадковою величиною з експоненційним розподілом. Середній час очікування нового покупця (див. нижче) рівний {\displaystyle 1/\lambda }. Сам параметр {\displaystyle \lambda } може бути інтерпретований як середнє число нових покупців за одиницю часу.
У цій статті, для визначеності, передбачатимемо, що щільність експоненційної випадкової величини {\displaystyle X} задана першим рівнянням, і писатимемо: {\displaystyle X\sim \mathrm {Exp} (\lambda )}.

## Функція розподілу
Інтегруючи щільність, отримаємо функцію експоненційного розподілу: {\displaystyle F_{X}(x)=\left\{{\begin{matrix}1-e^{-\lambda x}&,\;x\geq 0,\\0&,\;x<0.\end{matrix}}\right.}

## Моменти
За допомогою нескладного інтегрування знаходимо, що функція моментів для експоненційного розподілу має такий вигляд:
{\displaystyle \mathrm {M} _{x}(t)=\left(1-{t \over \lambda }\right)^{-1}},
звідки отримуємо всі моменти:
{\displaystyle \mathbb {E} \left[X^{n}\right]={\frac {n!}{\lambda ^{n}}}}.
{\displaystyle \mathbb {E} [X]={\frac {1}{\lambda }}},
{\displaystyle \mathrm {var} (X)={\frac {1}{\lambda ^{2}}}}.

## Властивості

### Відсутність пам'яті
Експоненційно розподілена випадкова змінна T підкоряється рівності
{\displaystyle \Pr \left(T>s+t|T>s\right)=\Pr(T>t),\qquad \forall s,t\geq 0}.
Якщо T інтерпретувати як час очікування на настання події відносно деякого початкового часу, це відношення говорить, що якщо T обумовлена неможливістю спостерегти подію протягом певного початкового періоду часу s, розподіл часу очікування, що залишився - такий самий, як і початковий розподіл без умови. Наприклад, якщо подія не трапилась після 30 секунд, умовна ймовірність того, що вона трапиться через щонайменше 10 секунд, дорівнює безумовній ймовірності, що вона трапиться через 10 секунд, не залежно від того чи вона трапилась в перші 30 секунд.
Наприклад, якщо час очікування на дощ - експоненційно розподілена випадкова величина, то ймовірність того, що дощу не буде в наступні дві години, за умови того, що дощ не падав останню годину, дорівнює ймовірності того, що дощу не буде в наступні дві години, якщо немає ніякої інформації про те, падав він до того чи ні. 
Експоненційний та геометричний розподіли - це єдині розподіли з відсутністю пам'яті.

### Квантилі
Квантильна функція (обернена функція розподілу) для експоненційного розподілу, {\displaystyle E(\lambda )} записується:
{\displaystyle F^{-1}(p;\lambda )={\frac {-\ln(1-p)}{\lambda }},\!}
для {\displaystyle 0\leq p<1}.
Отже, квантилі:
перший (25% процентиль){\displaystyle \ln(4/3)/\lambda }
медіана{\displaystyle \ln(2)/\lambda }
третій (75% процентиль){\displaystyle \ln(4)/\lambda }

### Розподіл мінімуму експоненційно розподілених випадкових величин
Нехай {\displaystyle X_{1},\dots ,X_{n}} — незалежні випадкові величини розподілені за експоненційним розподілом з параметрами {\displaystyle \lambda _{1},\dots ,\lambda _{n}}.  Тоді
{\displaystyle \min\{\,X_{1},\dots ,X_{n}\,\}}
також експоненційна випадкова величина з параметром
{\displaystyle \lambda =\lambda _{1}+\cdots +\lambda _{n}.\,}
В цьому можна переконатися розглянувши доповнювальну функцію розподілу:
{\displaystyle {\begin{aligned}\Pr(\min\{\,X_{1},\dots ,X_{n}\,\}>x)&=\Pr \left(X_{1}>x{\text{,}}\dots {\text{,}}X_{n}>x\right)\\=\prod _{i=1}^{n}\Pr(X_{i}>x)&=\prod _{i=1}^{n}\exp(-x\lambda _{i})=\exp \left(-x\sum _{i=1}^{n}\lambda _{i}\right).\end{aligned}}}
Індекс змінної, що є мінімумом, розподілений згідно з законом
{\displaystyle \Pr(X_{k}=\min\{\,X_{1},\dots ,X_{n}\,\})={\frac {\lambda _{k}}{\lambda _{1}+\cdots +\lambda _{n}}}.}
Зауважте, що
{\displaystyle \max\{\,X_{1},\dots ,X_{n}\,\}}
не є експоненційно розподілена.

### Інші властивості
Якщо розглядати порядкові статистики {\displaystyle \xi _{(1)},\xi _{(2)},...\xi _{(n)}}, з експоненціальним розподілом генеральної сукупності {\displaystyle \xi \sim \mathrm {Exp} (1/\lambda ,x_{0})}, то випадкові величини {\displaystyle n\xi _{(1)},(n-i+1)(\xi _{(i)}-\xi _{(i-1)}),i=2..n} є незалежними.[джерело?]

## Експоненційний розподіл у статистиці
Розглянемо генеральну сукупність {\displaystyle \xi \sim \mathrm {Exp} (1/\lambda )}.
Статистика вигляду {\displaystyle {\hat {\theta }}(\xi _{1},\ldots ,\xi _{n})={\bar {\xi }}={\frac {1}{n}}\sum \limits _{i=1}^{n}\xi _{i}} є незміщеною, конзистентною та ефективною оцінкою параметру
{\displaystyle \lambda } розподілу генеральної сукупності. Незміщеність є наслідком того, що вибіркове середнє є незміщеною оцінкою для математичного сподівання випадкової величини, розподіл якої має генеральна сукупність. 
Конзистентність. Використаємо критерій конзистентності для незміщених точкових оцінок.
{\displaystyle \mathrm {D} [{\bar {\xi }}]={\frac {1}{n^{2}}}\mathrm {D} [\sum \limits _{i=1}^{n}\xi _{i}]={\frac {1}{n}}\mathrm {D} [\xi ]={\frac {\lambda ^{2}}{n}}\to 0,} при {\displaystyle n\to \infty }.
Або можна використати те, що вибіркове середнє є конзистентною оцінкою математичного сподівання.
Для перевірки ефективності запишемо функцію правдоподібності: {\displaystyle L(\lambda ,x_{1},\dots ,x_{n})=\prod \limits _{i=1}^{n}f_{X}(\lambda ,x_{i})={\frac {1}{\lambda ^{n}}}e^{-{\frac {1}{\lambda }}\sum \limits _{i=1}^{n}x_{i}}}. Звідси логарифмічна функція правдоподібності: {\displaystyle \ln L(\lambda ,x_{1},\dots ,x_{n})=-n\ln(\lambda )-{\frac {1}{\lambda }}\sum \limits _{i=1}^{n}x_{i}}
{\displaystyle {\frac {\partial }{\partial \lambda }}\ln L(\lambda ,x_{1},\dots ,x_{n})=-{\frac {n}{\lambda }}+{\frac {1}{\lambda ^{2}}}\sum \limits _{i=1}^{n}x_{i}}. Переходимо до випадкової вибірки, маємо:
{\displaystyle {\frac {\partial }{\partial \lambda }}\ln L(\lambda ,\xi _{1},\dots ,\xi _{n})=-{\frac {n}{\lambda }}+{\frac {n}{\lambda ^{2}}}{\bar {\xi }}={\frac {n}{\lambda ^{2}}}({\bar {\xi }}-\lambda )}.
А так як вибіркове середнє - незміщена оцінка параметра {\displaystyle \lambda }, то за нерівністю Рао-Крамера для незміщених точкових оцінок отримуємо бажаний результат, тобто вибіркове середнє є ефективною оцінкою параметра  {\displaystyle \lambda }.

### Показниковий закон розподілу
У найпростішому потоці подій випадкова величина T - інтервал часу між двома послідовними подіями - розподілена за допомогою показникового закону.
Визначення
Неперервна випадкова величина розподілена за показниковим законом, якщо її густина розподілу має вигляд:
{\displaystyle f(t)={\begin{cases}0,&t<0;\\{\lambda e^{-\lambda t}},&t\geq 0,\end{cases}}}
де λ — інтенсивність подій, тобто кількість подій в одиницю часу. Показниковий закон розподілу має тільки один параметр λ.
Таким чином, якщо випадкова величина Х має показниковий закон розподілу з параметром λ>0, це можна записати у вигляді {\displaystyle X\in E_{\lambda }.}
Показниковий розподіл є неперервним аналогом дискретного геометричного розподілу.